# Гангсштанг
Гангсштанг (англ. Gangstang) — гірська вершина в Гімалаях висотою 6162 м, розташована у штаті Хімачал-Прадеш (Індія).
Є класичним пірамідальним піком, що дуже нагадує собою Маттергорн. Уперше він був пройдений в 1945 році італійською командою, яка піднімалася південно-західним гребенем. Відтоді цей маршрут став класичним на цю вершину.

## Хронологія сходжень
- 1960 — спроба[1]
- 1973 — успішно[2]
- 1978 — успішно з льодовика Гангсштанг[3]
- 1983 — успішно[4]
- 1985 — успішно, півд.-зах. стіною[5]
- 1988 — успішно, зі сходу[6]
- 1990 — успішно, півд.-зах. ребром[7]
- 1996 — успішно[8]
- 2001 — успішно, півд.-зах. ребром[9]
- 2007 — успішно, із заходу, кулуаром[10]
- 2016 — успішно, британські альпіністи Малькольм Басс (Malcolm Bass) і Гай Бакінгем (Guy Buckingham) перше в історії сходження півн.-зах. гребенем[11]